# Saint-Josse (Francja)
Saint-Josse – miejscowość i gmina we Francji, w regionie Hauts-de-France, w departamencie Pas-de-Calais.
Według danych na rok 1990 gminę zamieszkiwały 914 osoby, a gęstość zaludnienia wynosiła 43 osób/km² (wśród 1549 gmin regionu Nord-Pas-de-Calais Saint-Josse plasuje się na 590. miejscu pod względem liczby ludności, natomiast pod względem powierzchni na miejscu 47.).